# El negociador (película de 1997)
El negociador (título original: Metro) es una película estadounidense de 1997 dirigida por Thomas Carter y protagonizada por Eddie Murphy, Michael Rapaport y Kim Miyori.

## Argumento
Scott Roper es un negociador de rehenes que trabaja para el Departamento de Policía de San Francisco. Con su boca suelta, simplemente balbucea a cada secuestrador en el suelo.
Sin embargo un día esto cambia, cuando tiene que enfrentarse al ladrón de joyas y asesino Michael Korda, que se cruza en su camino. Él, durante una operación de rutina, mata al amigo y colega de Roper, Sam Baffett. Por ello, junto con su nuevo socio Kevin McCall, a quien se supone que debe entrenar para que sea su sucesor, Roper emprende de forma decidida su búsqueda para poder detenerlo.
Finalmente logran poner a Korda en prisión. Sin embargo el psicópata no se rinde tan fácilmente. De esa manera Roper y su nuevo compañero se encuentran en un juego asesino del gato y el ratón con él.

## Reparto
| Actor                   | Personaje                |
| ----------------------- | ------------------------ |
| Eddie Murphy            | Inspector Scott Roper    |
| Kim Miyori              | Detective Kimura         |
| Art Evans               | Teniente Sam Baffett     |
| James Carpenter         | Oficial Forbes           |
| Michael Rapaport        | Kevin McCall             |
| Donal Logue             | Earl                     |
| Jeni Chua               | Debbie, rehén de Earl    |
| Dick Bright             | Director de banco        |
| David Michael Silverman | Oficial de SWAT Jennings |
| Denis Arndt             | Capitán Frank Solis      |

## Producción
Cuando se hizo el guion de la película, se pensó en Harrison Ford como protagonista. Sin embargo él decido no asumir el papel y entonces se la ofrecieron a Eddie Murphy. Estando en esos tiempos en declive su carrera por culpa de títulos como Boomerang (1992) o Un vampiro suelto en Brooklyn (1995), Eddie Murphy decidió aceptar el papel ofrecido y protagonizar este filme de acción donde intentó así recuperar la imagen que le llevó al estrellato en cintas como Límite: 48 horas (1982) o Superdetective en Hollywood (1984).
La película se filmó en San Francisco y en la Base Naval de Isla Mare de Vallejo. Ambos sitios están en California. Para filmar en esa película la persecución de coches con los verdaderos teleféricos de San Francisco hubiera hecho falta el cierre de una importante carretera durante varios días. Por ello, se pintaron líneas falsas de teleférico en Jones Street, y la mayoría de las tomas filmadas allí eran por ello coches motorizados. Finalmente la última escena fue filmada en la Base Naval de Isla Mare de Vallejo, un año después de que cerrara.

## Recepción
No tuvo el éxito esperado, aunque en España lo tuvo de forma notable. Por ello Eddie Murphy volvió otra vez a centrarse en los papeles cómicos.
En el presente la obra cinematográfica ha sido valorada en portales cinematográficos y por críticos profesionales. En IMDb, con aproximadamente 29 000 votos registrados por parte de los usuarios, la película obtiene una media ponderada de 5,6 sobre 10. En cuanto a Rotten Tomatoes, los más de 10 000 votos registrados en el portal dieron a este filme una valoración media de 2,7 de 5, mientras que los 35 críticos profesionales, que valoraron la película en ese portal, le dieron una valoración media de 4,1 de 10.